# Hôtel de Juys
L'hôtel de Juys qui fut par la suite le « Bottu de la Barmondière » avant d'être le principal bâtiment de la « Fac catho » de Lyon depuis 1945 et sa réfection par l'architecte Georges Curtelin.